# GOS Linux
gOS (good Operating System) è una distribuzione GNU/Linux basata su Ubuntu ed apparsa la prima volta preinstallata sul PC "gPC TC2502".

## Caratteristiche
Le prime versioni della distribuzione utilizzavano "Enlightenment E17", mentre più recentemente si è passati a GNOME (con un tema personalizzato di colore verde). gOS fornisce un semplice accesso a servizi Google come YouTube, Google Product Search, Google Calendar e Google Maps, a servizi come Wikipedia e Facebook, e contiene inoltre applicazioni come Xine, Skype e OpenOffice.

## Curiosità
Al momento del suo rilascio, gOS ha creato molto scalpore, per l'immediata associazione con Google e un suo relativo Sistema Operativo. 
Gli sviluppatori però sono subito intervenuti sul loro sito thinkgos  Archiviato il 16 dicembre 2008 in Internet Archive. specificando che non esiste alcun collegamento tra la loro distribuzione e il colosso di Mountain View.